# Dicranomyia (Dicranomyia) yunqueana
Dicranomyia (Dicranomyia) yunqueana is een tweevleugelige uit de familie steltmuggen (Limoniidae). De soort komt voor in het Neotropisch gebied.